# Гарнер (Северна Каролина)
Гарнер (енгл. Garner) град је у америчкој савезној држави Северна Каролина.

## Демографија
По попису из 2010. године број становника је 25.745, што је 7.988 (45,0%) становника више него 2000. године.
| Група             | 2000.          | 2010.          |
| Белци             | 11.622 (65,5%) | 13.789 (53,6%) |
| Афроамериканци    | 4.817 (27,1%)  | 8.468 (32,9%)  |
| Азијати           | 197 (1,1%)     | 474 (1,8%)     |
| Хиспаноамериканци | 843 (4,7%)     | 2.561 (9,9%)   |
| Укупно            | 17.757         | 25.745         |